# Tanguy Cariou
Tanguy Cariou (Saint-Maur-des-Fossés, 21 de abril de 1973) es un deportista francés que compitió en vela en la clase 470.
Ganó dos medallas en el Campeonato Mundial de 470, oro en 1998 y plata en 2000, y dos medallas en el Campeonato Europeo de 470, oro en 2000 y bronce en 1999.

## Palmarés internacional
| \| Campeonato Mundial \| Campeonato Mundial \| Campeonato Mundial \| Campeonato Mundial \| \| Año \| Lugar \| Medalla \| Clase \| \| ------------------ \| ---------------------- \| ------------------ \| ------------------ \| \| 1998 \| El Arenal (España) \| Medalla de oro \| 470 \| \| 2000 \| Balatonfüred (Hungría) \| Medalla de plata \| 470 \| \| Campeonato Europeo \| \| \| \| \| Año \| Lugar \| Medalla \| Clase \| \| 1999 \| Zadar (Croacia) \| Medalla de bronce \| 470 \| \| 2000 \| Malcesine (Italia) \| Medalla de oro \| 470 \| |                        |                   |       |
| Campeonato Mundial |                        |                   |       |
| Año | Lugar                  | Medalla           | Clase |
| 1998 | El Arenal (España)     | Medalla de oro    | 470   |
| 2000 | Balatonfüred (Hungría) | Medalla de plata  | 470   |
| Campeonato Europeo |                        |                   |       |
| Año | Lugar                  | Medalla           | Clase |
| 1999 | Zadar (Croacia)        | Medalla de bronce | 470   |
| 2000 | Malcesine (Italia)     | Medalla de oro    | 470   |